# Natural High (曲)
「Natural High」（ナチュラルハイ）は、TOSHI & 葉加瀬太郎のコラボレーション・シングル。1997年11月21日発売。

## 概要
コラボレーション・アルバム『CANARY (壊れた世界でカナリアは歌う)』からの先行シングル。
表題曲「Natural High」は資生堂「ピエヌ」CMソング。
カップリング「Love Song」は公共広告機構（現：ACジャパン）「いじめバイバイ」CMソング。

## 収録曲
全編曲：葉加瀬太郎 with His Super Band
1. Natural High
作詞：森雪之丞　作曲：TOSHI & 葉加瀬太郎
2. Love Song
作詞・作曲：TOSHI
3. Natural High (KARAOKE)

## レコーディング参加
- TOSHI - ボーカル
- 葉加瀬太郎 - バイオリン
  - 山崎淳 - ギター
  - 大橋勇武 - ギター
  - 沢田浩史 - ベース
  - 小森啓資 - ドラム
  - 松本圭司 - キーボード
  - 八巻誠 - プログラミング